# Cyclomia lilacina
Cyclomia lilacina är en fjärilsart som beskrevs av W. Warren 1906. Cyclomia lilacina ingår i släktet Cyclomia och familjen mätare. Inga underarter finns listade i Catalogue of Life.